# Данило Николић
Данило Николић (Сплит, 2. фебруар 1926 — Београд, 6. фебруар 2016) био је српски књижевник. Он је један од најзначајнијих приповедача и романописаца српске књижевности друге половине 20. века, чије су књиге вишеструко награђиване књижевним наградама. Његов легат налази се у Удружењу за културу, уметност и међународну сарадњу „Адлигат” у Београду.

## Биографија
Данило Николић рођен је 2. фебруара 1926. године у Сплиту, од оца Спасоја Николића, Никшићанина, иначе службеника Банске управе у Сплиту, и мајке Кристине, домаћице, из Зеленике у Боки Которској. Детињство и младост провео је на Косову и Метохији, у Витомирици код Пећи, где су се Николићи доселили 1924. године из Никшића. Прва два разреда основне школе завршио је у Витомирици, а остала два и гимназију у Пећи. У својим средњошколским данима започео је сарадњу са листом Јединство, као дописник из Метохије.
Године 1946. добио је стипендију и отишао на студије у Београд, где је дипломирао на Правном факултету Универзитета у Београду. Као студент освојио је неколико награда за причу на разним књижевним конкурсима, због чега је 1950. године био позван да ради као сарадник у Радио Београду. Управо у овој информативној кући Николић ће провести свој радни век, где након дипломирања ради као новинар, потом као уредник у програмима за књижевност и културу, а до пензионисања и као уредник-драматург Драмског програма. За посебан допринос развоју новинарства добио је 1970. године Сребрну плакету Савеза новинара Југославије.
Прву књигу приповедака, „Мале поруке”, објавио је 1957. године. У својим раним делима, као и у неким каснијим, често се враћао својој родној Метохији, на врло суптилан начин приповедајући о људским судбинама и сложеним међунационалним односима. Међу књигама приповетки запажене су још и „Повратак у Метохију”, „Улазак у свет”, за коју је добио Андрићеву награду 1997. године, потом „Списак грешака” и „Проветравање владара”.
Први роман објавио је 1989. године под називом „Власници бивше среће”, који је ушао у десет најбољих романа деценије. Написао је и роман „Краљица забаве”, за који је између осталог добио и Нолитову награду, Награду „Борисав Станковић” и Награду „Бранко Ћопић”, потом романе „Фајронт у Гргетегу”, за који је добио НИН-ову награду 1999. године, „Мелихат из Глог”, „Списак будућих покојника” и роман „Јесења свила”, за који је добио Награду „Меша Селимовић” 2001. године. Објавио је и антологију „Последње приче писане руком” (КОС, Београд, 1986).
Николићеве приче преведене су на енглески, немачки, словеначки, чешки, албански, мађарски, македонски, летонски, бугарски, кинески, руски и француски језик. Заступљен је у бројним антологијама и изборима српске приповетке у земљи и иностранству.
За живота је важио за једног од омиљених фигура међу писцима, а називали су га „тихим корачником према Нобелу“, „највећим живим класиком",„ доајеном српске књижевности” и „иноватором оданом традицији”, који је својим делима сањао о повратку у Метохију. Близак пријатељ био му је и Стеван Раичковић, са којим се свакодневно виђао у „Славији”.
Преминуо је у 90. години, 6. фебруара 2016. године, после краће болести, а његова урна са пепелом положена је у Алеји заслужних грађана на Новом гробљу у Београду.
Од 2019. године, улица у Градској општини Чукарица у Београду носи његово име.

## Легат Данила Николића
Легат Данила Николића налази се у Удружењу за културу, уметност и међународну сарадњу „Адлигат”, а његово формирање започео је сам Данило за живота, као збирку, поклањајући Удружењу бројне своје књиге, као и неколико десетина књига са посветама. Након његове смрти 2016. године, ћерка Лидија Николић и унука Ана Новаковић наставиле су са поклонима Удружењу, а у августу 2020. године званично је формиран легат.

## Награде
Добитник је бројних књижевних награда за своје збирке прича и романе, међу којима су:
- Награда „Лазар Вучковић”, за збирку прича Улазак у свет, 1988.
- Андрићева награда, за збирку прича Улазак у свет, 1998.
- Нолитова награда, за роман Краљица забаве, 1996.
- Награда „Бранко Ћопић”, за роман Краљица забаве, 1996.
- Награда „Борисав Станковић”, за роман Краљица забаве, 1996.
- НИН-ова награда, за роман Фајронт у Гргетегу, 1999.
- Награда „Меша Селимовић”, за роман Јесења свила, 2002.
- Награда „Златни крст кнеза Лазара”, 2004.
- Награда „Стеван Пешић”, 2007.
- Награда „Вељкова голубица”, за целокупно приповедачко дело од изузетне уметничке вредности, Сомбор, 2009.

## Дела
| - Мале поруке, Омладина, 1957. - Повратак у Метохију, Слово љубве, 1973. - Списак грешака, Слово љубве, 1976. - Списак заслуга, Српска књижевна задруга (СКЗ), 1981. - Проветравање владара, СКЗ, 1984. - Улазак у свет, Књижевна заједница „Бора Станковић“, Врање, 1997, друго издање: Нолит - Београд/Графопромет - Рума, 2000. - Повратак у Метохију, Јединство – СКЗ, Приштина – Београд, 1991. - Проветравање владара, Просвета, Ниш, 1997. - Улазак у свет, Народна књига/Алфа, 2006. - Хроника метохијске вароши Пећ у десет слика, НИЈП Панорама, Приштина – Београд, 2006. - Приче из мојих романа, Агора, Зрењанин, 2008. - Списак званица, Књижевна задруга СНВ, Подгорица, 2010. - Друго одело, „Вељкови дани“, Сомбор, 2010. - Власници бивше среће, Народна књига, 1989, друго издање: Нолит, 2000, треће издање: Политика/Народна књига 2005. - Краљица забаве, Нолит, Београд, 1995, друго издање: Нолит, 1996, треће издање: Народна књига, 2002, четврто издање: Политика, 2003. - Фајронт у Гргетегу, Нолит, 1998, друго, треће и четврто издање: Нолит, 1999, пето издање: Народна књига, 2002. - Фотокерамика господина Цебаловића, Филип Вишњић, 2000. - Јесења свила, Народна књига, Београд, 2001, друго издање: Народна књига, 2002, треће издање: Вечерње новости, 2003. - Мелихат из Глог, Народна књига, Београд, 2005. - Коректор, Завод за уџбенике, Београд, 2009. - Списак будућих покојника, СКЗ, Београд, 2012. - Велика празна река, Народна књига, Београд, 2003. - Прах за позлату, Народна књига, Београд, 2005. - Црта за сабирање, Политика – Народна књига, Београд, 2006. - Једна упорна успомена, Вукотић медиа, Београд, 2014. - Издавачки центар Матице српске објавио је књигу Данило Николић, коју је приредила проф. др. Јелена Панић Мараш, у Антологијској едицији Десет векова српске књижевности, Нови Сад, 2024. - Зборник Деценија после - Ридер и селективна библиографија српске књижевности 1991-2021. Овај научноистраживачки пројекат, под називом Српска књижевност 1991-2021: идентитет, траума, сећање (СЛИТаМ), објавили су Филолошки факултет у Београду и Академска књига из Новог Сада. У књизи је и одломак из романа Данила Николића Мелихат из Глог, Нови Сад, 2025. |  | - Последње приче написане руком, Књижевна омладина Србије, Београд, 1995. - Пут за пријатеље, Младо покољење, 1966. - Неко сат а неко будилник, БИГЗ, 1979. - Они су волели срне, СКЗ, 1979. - Дивљак у мрачној шуми, Нолит - Београд/Српска књига - Рума, 2001. - Најбољи деда на свету, Просвета, Ниш, 2004. - Забуне (по новели „Списак грешака“), монодрама, Београдско драмско позориште, 1978, режија Дејан Мијач, играо Миодраг Поповић Деба, - Власник бивше среће, Народно позориште Приштина, премијера: 16. октобра 1995. године, режија Борислав Григоровић, - Суђење Флоберу, ТВ Београд, 1971. - Телеграм, 1980. - Последња вожња, 1980. - Дневник Невене Никач, 1980. - Марсенићи, 1980. - Друго одело, 1980. - Једно обично поподне - Свемогући чекић, - Велики оркестар, - Изгубљени реп, - Звездана киша за једног миша, - Свечаност на Дунаву. - Дани без Стевана, РТС, Београд 2016, приредила Лидија Николић - Власник трајне среће, зборник, Библиотека града Београда, Београд, 2016, уредио Михајно Пантић - Фрагменти о пролазном лудилу, КОВ, Вршац, 2020, приредила Лидија Николић |

## Галерија
- Данило као референт народне просвете у Пећи, 1946.
- Данило у Пећи, 1946.
- Данило у Призрену, као дописник уредништва Јединства, 1946.
- Данило Николић са познаницима из гимназије,Пећ, 1947.
- Данило као студент у Београду, 1947.
- Данило са члановима Клуба младих писаца Београдског универзитета. Први мај 1949.
- Данило као војник у Битољу у Македонији, 1951-52.
- Данило пред викендицом у Крчедину на Дунаву, 1977.
- Данило са унуком Аном и ћерком Лидијом испред викендице у Крчедину, 1990.
- Данило Николић и писац Михајло Пантић, 1998.
- Додела Андрићеве награде за збирку прича „Улазак у свет”, 1998.
- Додела НИН-ове награде Николићу, за роман „Фајронт у Гргетегу“, 1999.
- Данило на Књижевном сусрету „Српска проза данас” у Трстенику, 1999.
- Данило са супругом Леом, ћерком Лидијом и унуком Аном, 2005.
- Данило Николић и редитељ Мирослав Јокић, 2015.
- Последња фотографија са ћерком Лидијом, децембар 2015.